# 超時空要塞マクロス トゥルーラブソング
『超時空要塞マクロス トゥルーラブソング』は、2000年3月23日にレイアップ（現アップスター）から発売された恋愛シミュレーションゲーム&育成アドベンチャーゲーム。
モノクロ画面であるワンダースワン対応のソフトである。なお、ゲーム中には2人の女性と1人の少女が登場し、彼女らそれぞれに対する親密度と各バランスでストーリー結末が分岐するマルチエンディング形式である（大筋は変化しないので、本来の意味でのストーリー分岐ではない）。

## ストーリー
西暦2043年、第2次以降の超長距離移民船団の中核となるメガロード級同型艦「オーディーンIV」。護衛艦隊とともに処女航海へと出たが、その帰途に何者かの工作によるフォールド・システムの暴走によりやむなく座標計算を行う間も無く緊急避難的にフォールドを行うが、当初の航路からは26光年も離れた座標にデ・フォールドしてしまい、当初の移民の目的を中止し、地球への帰還を目指す。護衛艦隊ともはぐれ、途中ゼントラーディ軍の攻撃や、反統合軍分子のテロ攻撃に遭いながら、艦内の民間人防衛のためにも、艦長は卒業試験を控えた軍の訓練生をも非常召集して出撃させなければならなくなった。SDF-1初代マクロス艦が同種の事故で冥王星宙域から地球への帰還航路に着いた年から33年目、オーディンIVは再び苦難の旅路に就く。

## 登場人物
レイジ・スターリング少尉
本作の主人公。かつて軍の幼年学校の教官だったエレナ・シモンズ少佐の言によると、飛行禁止空域違反7回、バルキリー運用規定違反13回、謹慎処分5回、その他遅刻・無断外出多数の問題児だったようである。移民船団の母艦オーディーンIVの防衛隊の訓練生であったが、非常事態により特務少尉扱いで実戦に参加する。軍の幼年学校の理事長の娘キャサリンに手を出す（エレナの言）など女性癖は奔放。
ダニエル・ラッカー少尉
レイジの戦友。既婚者で若妻との間にエイミーという名の2歳の娘が産まれている。子煩悩で勤務後は家庭生活を大切にする傾向があり、レイジと私生活で行動を共にすることはほとんど無いが、実戦においては哨戒時におけるペア機という重要な役割を務める。　
ゲオルグ・G・ギブスン中佐
主人公たちの所属するグレイ・ウルブス（灰色の狼）中隊の指揮官。部下思いではあるが、その仮面の中にはもう1つの素顔が隠されていた。
エレナ・シモンズ少佐（技術士官）
オーディーンIVにおいて戦術システムの技術士官として赴任。22歳。身長171cm、BWH/96-58-88、血液型O型。水泳とギャンブル好き。レイジの軍幼年学校時代の教官だった。隠された素顔には意外と女らしい面もあり、ゲームの展開次第では親交を深めることが可能。親密度とマナとのフラグ・バランス次第ではテロリストとの最終決戦直前にレイジにプロポーズするエレナの姿を見ることができる。（サブ・エンディング）
早乙女 澪（さおとめ・みお）
ゲーム中ではミオと表示。レイジが繁華街で不良青年らに絡まれていた所を助けた事から知り合った少女。18歳。身長163cm、BWH/84-56-86、血液型AB型。好きな食物はパエリア。素姓を隠して通名「ミオ」として、ミュージカルダンサーを夢見て、喫茶店「プチラヴ」でアルバイトをしていたが、じつは艦隊指令の早乙女准将の令嬢であった。親密度とマナとのフラグ・バランス次第では、戦後念願通りに「ミュージカル・ダンサー」となったミオと暮らすレイジの姿を見ることができる。（メイン・エンディング）
マナ
13歳の少女。身長152cm、BWH/76-48-79、血液型A型。世話好きで、歌とポテト料理を作るのが好きな少女だが、若年にもかかわらず音楽プロダクションに住み込み、素性にも謎が多い。じつは対ゼントラーディ用カルチャーショック攻撃の要であるリン・ミンメイ攻撃作戦要員としてひそかに施設で産み出され、訓練を受けていた。そのためプロデューサー・クレイの語る「事故で両親を亡くした身寄りのない少女」という発言も、情報操作による偽情報であった。歌によりゼントラーディ反乱分子を和平に持ち込むことに成功すれば、戦後レイジを兄と慕って暮らすマナの姿を見ることができる。（メイン・エンディング）
クレイ
少女マナの音楽プロデューサー。彼女に自由を与えず行動を束縛する傾向がある。レイジは「嫌な奴」と評する。実は軍と間には重要な関係があるらしい。
マスター
喫茶店「プチラヴ」のマスターで、冷酷で強引な早乙女准将とは違う優しい人物。ミオの父親の理想像らしい。最終局面で非業の死を遂げる。

## 使用機体
ストライク・バルキリーVF-1S主人公らに最初に与えられる機体。第一次星間大戦においては扱いが難しく高価なため、指揮官機用とされていたこの機体も、2040年代では旧式化し、インターフェイスの改良で以前よりは扱い易くなり、尉官クラスの標準機として使用されていたようである。
VF-11 サンダーボルト2030年代から就役した機体。VF-4 ライトニングIIIは2040年代には既に引退していたため、一足跳びに次にこの機体を与えられる。汎用性に優れ、癖がなく使いやすい。
VF-22 シュトゥルムフォーゲルII2040年代の最新鋭機。柔軟・伸縮可能素材など最新の複合素材を使用し、副操縦系統に部分的に脳波操縦システム（BDIシステム）を取り入れるなど画期的な技術を取り入れた機体。ピンポイント・バリアーや重力制御を用いた高機動戦闘を行えるが、非常に高品位で高価。本来は特務部隊用のスペシャル機として使用される。レイジらはVF-19かこの機体のいずれかを最終局面で選択する。
VF-19 エクスカリバー上記に同じく2040年代の最新鋭機。操縦性はトリッキーで熟練パイロット以外には扱い難いが、機体システムそのものはVF-22より信頼性に優れ、機体強度も若干優位である。

### 模型
- ハセガワ　マクロスシリーズ　1/72　VF-22S
- 童友社　ダイカストモデル　1/144　YF-21
- やまと　マクロスシリーズ　1/72完全変形　VF-19A エクスカリバー